# Національний день мастурбації

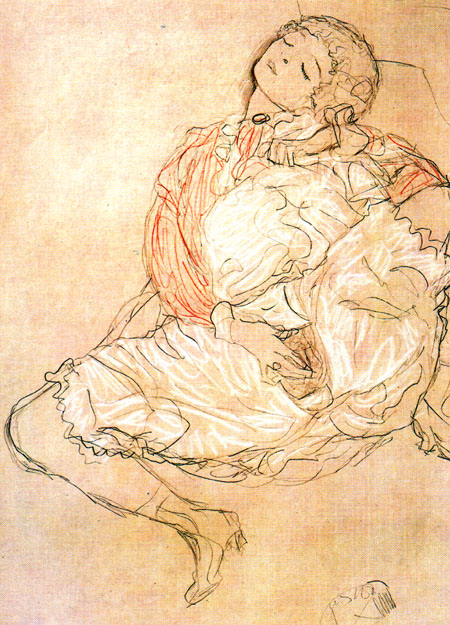
Мастурбація (1916) Ґустава Клімта

Національний день мастурбації, також відомий як Міжнародний день мастурбації — щорічна подія, яка проводиться з метою захисту та святкування «права на мастурбацію».
Перший Національний день мастурбації відзначався 7 травня 1995 року після того, як секс-позитивний роздрібний магазин Good Vibrations оголосив цей день на честь генерального хірурга Джойслін Елдерс, звільненої президентом США Біллом Клінтоном у 1994 році за пропозицію включити мастурбацію в програму сексуальної освіти для школярів.
Згодом, Міжнародний день мастурбації був розширений і включає весь травень як Міжнародний місяць мастурбації.